# Junonia chagoensis
Junonia chagoensis är en fjärilsart som beskrevs av Charles James Watkins 1925. Junonia chagoensis ingår i släktet Junonia och familjen praktfjärilar. Inga underarter finns listade i Catalogue of Life.